# Raúl Ugarte
Raúl María Ugarte Artola (Trinidad, Flores, 15 de agosto de 1923 - Montevideo, 27 de marzo de 2007), fue un profesor, político y médico cirujano uruguayo, ministro de Salud Pública de Uruguay y Presidente de la Comisión Honoraria de Lucha contra la Hidatidosis.

## Ámbito profesional y político
Se distinguió en el campo de la cirugía y por su formación profesional en la Facultad de Medicina de la Universidad de la República. Así como también en Francia donde cursó varios post grados y donde también ejerció la docencia. Desde 1990 al 2005 el doctor Ugarte desempeñó la Presidencia de la Comisión Honoraria de lucha contra la Hidatidosis lográndose abatir diversos índices de infestación humana, animal y de establecimientos agropecuarios.
El 1 de marzo de 1985, retornada la democracia en el Uruguay, el entonces presidente Julio María Sanguinetti lo designa Ministro de Salud Pública, cargo que ocupó hasta finalizar el mandato del Presidente, el 1 de marzo de 1990. Ugarte era perteneciente al Partido Nacional.
| Predecesor: Luis Givogre | Ministro de Salud Pública 1 de marzo de 1985-1 de marzo de 1990 | Sucesor: Alfredo Solari |